# Mychajlo Hawryljuk
Mychajlo Bohdanowytsch Hawryljuk (ukrainisch Михайло Богданович Гаврилюк, international nach World-Athletics-Schreibweise englisch Mykhaylo Havrylyuk; * 19. Januar 1999) ist ein ukrainischer Leichtathlet, der sich auf den Hammerwurf spezialisiert hat.

## Sportliche Laufbahn
Erste internationale Erfahrungen sammelte Mychajlo Hawryljuk im Jahr 2015, als er bei den Jugendweltmeisterschaften in Cali mit einer Weite von 78,93 m mit dem leichteren 5-kg-Hammer die Silbermedaille gewann. Anschließend siegte er beim Europäischen Olympischen Jugendfestival (EYOF) in Tiflis mit 75,20 m. Im Jahr darauf siegte er dann bei den erstmals ausgetragenen Jugendeuropameisterschaften ebendort mit 82,26 m und 2017 gelangte er bei den U20-Europameisterschaften in Grosseto mit 68,02 m auf den zwölften Platz. Im Jahr darauf gewann er bei den U20-Weltmeisterschaften in Tampere mit 77,71 m die Bronzemedaille mit dem 6-kg-Hammer und 2019 sicherte er sich bei den U23-Europameisterschaften in Gävle mit 72,21 m die Bronzemedaille hinter dem Spanier Alberto González und Bence Halász aus Ungarn. 2021 wurde er bei den U23-Europameisterschaften in Tallinn mit 73,18 m Vierter und im Jahr darauf siegte er mit 75,49 m bei den Balkan-Meisterschaften in Craiova, ehe er bei den Europameisterschaften in München mit 71,14 m in der Qualifikationsrunde ausschied. 2023 gelangte er bei den Balkan-Meisterschaften in Kraljevo mit 71,99 m auf den sechsten Platz, ehe er bei den World University Games in Chengdu mit 71,59 m den fünften Platz belegte. 